# Homalomena rubescens
Homalomena rubescens là một loài thực vật có hoa trong họ Ráy (Araceae). Loài này được (Roxb.) Kunth mô tả khoa học đầu tiên năm 1841.